# Boucekinus masneri
Boucekinus masneri is een vliesvleugelig insect uit de familie Torymidae. De wetenschappelijke naam is voor het eerst geldig gepubliceerd in 2011 door Jansta & Hanson.